# Ожиць (Мазовецьке воєводство)
Ожиць (пол. Orzyc) — село в Польщі, у гміні Шелькув Маковського повіту Мазовецького воєводства.
Населення — 167 осіб (2011).
У 1975-1998 роках село належало до Остроленцького воєводства.

## Демографія
Демографічна структура станом на 31 березня 2011 року:
|          | Загалом | Допрацездатний вік | Працездатний вік | Постпрацездатний вік |
| -------- | ------- | ------------------ | ---------------- | -------------------- |
| Чоловіки | 89      | 18                 | 65               | 6                    |
| Жінки    | 78      | 12                 | 44               | 22                   |
| Разом    | 167     | 30                 | 109              | 28                   |